# D・J・R・ブルックナー
ドナルド・ジェローム・ラファエル・ブルックナー（Donald Jerome Raphael Bruckner、1933年11月26日 – 2013年9月20日）は、そのリベラルな論調からニクソンの政敵マスター・リストに加えられた、アメリカ合衆国のコラムニスト、評論家、ジャーナリスト。
政治記者出身であったが、後年には書評、演劇評の担当者として知られた。

## 経歴
ブルックナーは、ネブラスカ州オマハに生まれた。クレイトン大学を卒業した後、ローズ奨学制度によりオックスフォード大学マートン・カレッジに留学した。
ブルックナーは、1960年代に『シカゴ・サンタイムズ』紙の記者となり、さらに『ロサンゼルス・タイムズ』紙のシカゴ支局の主任に転じた。その後、『ロサンゼルス・タイムズ』紙の各地の紙面に配信される政治記事を書く政治記者となった。
一時期は、シカゴ大学の広報担当副学長を務めたが、その後1981年から『ニューヨーク・タイムズ』紙の社員となり、2005年にかけて、書評や演劇評論を担当した。ブルックナーは、2013年9月20日にマンハッタンにおいて、79歳で死去した。

## おもな著書
- Frederic Goudy (Masters of American Design) - フレデリック・ガウディの伝記
- Art Against War: Four Hundred Years of Protest in Art
- Politics and Language: Spanish and English in the United States
- A Candid Talk with Saul Bellow
- The Campaign for Chicago: To Create an Inheritance Forever